# Savar
Savar – wieś w Chorwacji, w żupanii zadarskiej, w gminie Sali. W 2011 roku liczyła 53 mieszkańców.